# Det Ukendtes Skov
Det Ukendtes Skov (engelsk: Over The Garden Wall) er en mini-tv-serie fra 2014 på Cartoon Network. Serien består af 10 korte afsnit af 11 minutters varighed.
Den handler om to brødre, Wirt og Greg, der farer vild i Det ukendtes skov; et magisk og mystisk sted. Med hjælp fra en klog gammel mand, Skovhuggeren, der bor i skoven og en gnaven hyttesanger ved navn Beatrice, må Wirt og Greg rejse gennem dette mærkelige land for at finde vej hjem igen.

## Danske stemmer
- Beatrice - Lærke Winther Andersen
- Greg - Sigurd Dalgas
- Skovhuggeren - Lars Mikkelsen
- Wirt - Allan Hyde
- Titelsang - Michael Elo [1]